# Happy (The Rolling Stones)
Happy è un brano musicale della rock band dei Rolling Stones; opera di Mick Jagger e Keith Richards,
contenuto nell'album Exile on Main St. del 1972. La canzone venne pubblicata negli Stati Uniti come secondo singolo estratto dal disco (B-side: All Down the Line) e raggiunse la posizione numero 22 in classifica.

## Il brano

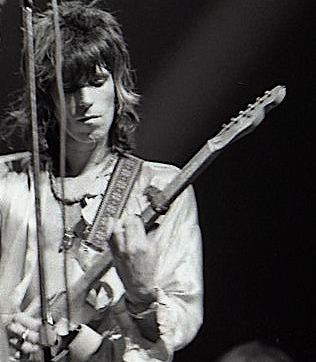
Keith Richards

Anche se accreditata alla coppia compositiva Jagger/Richards, Happy fu scritta principalmente dal solo Keith Richards nell'estate del 1971, a villa Nellcôte nel Sud della Francia. La traccia base fu registrata nella cantina di Nellcôte, utilizzando lo studio di registrazione mobile dei Rolling Stones, con Richards al basso, alla chitarra e al canto; il produttore/musicista Jimmy Miller alla batteria; e il sassofonista Bobby Keys alle maracas. Il pianoforte di Nicky Hopkins venne aggiunto dopo, come anche la tromba di Jim Price, il sax di Keys, la chitarra di Mick Taylor e i cori in sottofondo ad opera di Mick Jagger.

### Composizione
La genesi della canzone ebbe luogo durante un pomeriggio in cui a registrare erano presenti solo Keith Richards, il sassofonista Bobby Keys, e il produttore Jimmy Miller, che per l'occasione suonò la batteria. Il cantato è di Richards, che non essendoci Jagger, si occupò di cantare questo estemporaneo brano inciso da una formazione così inusuale. Contento del risultato ottenuto, Richards la intitolò appunto "Happy" ("felice").
Dal 1972 ad oggi, Richards ha spesso eseguito Happy in concerto e il brano è diventato uno dei suoi "marchi di fabbrica" con gli Stones. Versioni dal vivo della canzone sono reperibili negli album live Love You Live e Live Licks; la versione in studio è stata inclusa nelle compilation Made in the Shade e Forty Licks.

## Formazione
- Keith Richards: voce solista, chitarra, basso
- Mick Jagger: cori
- Mick Taylor: slide guitar
- Charlie Watts: batteria

Altri musicisti
- Bobby Keys: sassofono, maracas
- Jim Price: tromba
- Nicky Hopkins: pianoforte
- Ian Stewart: pianoforte
- Paul Buckmaster: archi
- Jimmy Miller: batteria